# Rappestad
Rappestad is een plaats in de gemeente Linköping in het landschap Östergötland en de provincie Östergötlands län in Zweden. De plaats heeft 249 inwoners (2005) en een oppervlakte van 32 hectare.